# Linn Boyd Benton
Linn Boyd Benton (Little Falls (Nova York), 1844 - Plainfield (Nova Jersey), 1932) va ser un dissenyador de tipus de lletres nord-americà i inventor de la tecnologia per produir tipus de metall.
Fill del congressista Charles S. Benton, va rebre el nom de l'amic del seu pare Linn Boyd. Després d'iniciar una carrera com a comptable i treballar en dos diaris, es va convertir en copropietari de 'Benton, Waldo & Co. Type Foundry' i va desenvolupar ràpidament una comprensió completa dels mètodes de mecanografia que el va portar a desenvolupar noves tecnologies. Un perfil de 1886 el descrivia com "un cavaller intel·ligent, entretingut, sense ostentació, un geni mecànic". L'empresa de Benton va ser un dels grups originals d'empreses que es van fusionar per formar l'American Type Founders Company (ATF) el 1892, després del qual va ser director i consultor en cap d'ATF.
Benton va inventar moltes de les tecnologies de fundació de tipus més importants de l'època, incloent un motlle (1882), un tipus d'espai (1883), un tallador de punxons (1885), fraccions combinades (1895), una màquina de vestir de tipus (1901), un màquina de tall de matrius i punxons (1906), i mecanografia automàtica (1907), i un dispositiu de revestiment per gravar matrius de lletres ombrejades (1913). Un dels seus invents més famosos va ser el Benton Pantograph, una màquina de gravat que no només era capaç d'escalar un patró de disseny de font únic a una varietat de mides, sinó que també podia condensar, estendre i inclinar el disseny (matemàticament, aquests són casos de transformació afí, que és l'operació geomètrica fonamental de la majoria dels sistemes de tipografia digital actual, inclòs PostScript). La tecnologia va permetre dissenyar tipus metàl·lic en grans dibuixos de plànol i després tallar-los a la mida desitjada, en lloc de estar gravat a mà a la mida desitjada.
A l'any 1894, per encàrrec de l'editor de la revista anomenada Century Magazine, Theodore Low De Vinne, va dissenyar la seva tipografia més famosa, Century. De Vinne volia una cara més negra i llegible que la típica prima utilizada abans, i una mica condensada per adaptar-se al format de doble columna de la revista. Es va utilitzar per primera vegada al 1895 i aviat es va fer molt popular i moltes variacions van ser dissenyades més tard pel seu fill Morris Fuller Benton.

## Tipografies
Century Roman (1894, ATF)
Century Roman Italic (1894, ATF)